# Ahmed Laaouej
Ahmed Laaouej (Beyne-Heusay, 8 december 1969) is een Belgisch politicus voor de PS.

## Levensloop
Laaouej is van Marokkaanse afkomst. Zijn vader kwam in 1962 als gastarbeider naar België om in de mijnen te werken. Hij volgde middelbare studies aan het provinciaal instituut voor secundair onderwijs in Fléron en vervolgens aan het koninklijk atheneum in Jupille. In 1993 studeerde Laaouej af als licentiaat in het economisch en fiscaal recht aan de Université de Liège. Van 1993 tot 2000 werkte hij vervolgens als inspecteur bij de FOD Financiën. In 1995 sloot Laaouej zich aan bij de vakbond CGSP, van waaruit hij in de PS verzeilde.
In 2000 ging Laaouej aan de slag op het Institut Emile Vandervelde, de studiedienst van de PS, waar hij expert was voor fiscale kwesties en ambtenarenzaken. In die functie adviseerde hij ook PS-voorzitter Elio Di Rupo en nam hij deel aan de regeringsonderhandelingen na de federale verkiezingen van 2003 en de regionale verkiezingen van 2004. Van 2004 tot 2007 was hij kabinetschef van Claude Eerdekens, minister in de Franse Gemeenschapsregering. 
Vervolgens keerde Laaouej terug naar het Institut Emile Vandervelde. Hij werkte mee aan het opstellen van het verkiezingsprogramma van de PS voor de regionale verkiezingen van 2009 en na de federale verkiezingen van 2010 stond hij PS-voorzitter Di Rupo opnieuw bij in de regeringsonderhandelingen.
Laaouej vestigde zich in Koekelberg, waar hij in 2006 verkozen werd tot gemeenteraadslid. Van december 2018 tot december 2024 was hij burgemeester van de gemeente. Na de gemeenteraadsverkiezingen van oktober 2024, toen er een integrale decumul van mandaten in werking trad in het Brussels Gewest, besloot Laaouej zijn mandaat als burgemeester niet meer te vernieuwen, om zich te concentreren op het gewestelijk niveau. Wel bleef hij actief in de lokale politiek van Koekelberg als voorzitter van de gemeenteraad.
Op 20 juli 2010 werd hij door zijn partij gecoöpteerd in de Senaat en bleef er zetelen tot aan de verkiezingen van 25 mei 2014. In de Senaat was hij ondervoorzitter van de commissie Financiën en Economie en zetelde hij in de commissie Justitie. Hij was tevens auteur van verschillende wetsvoorstellen omtrent fiscaliteit en de strijd tegen fiscale fraude.
Bij de verkiezingen van mei 2014 werd hij vanop de vierde plaats van de PS-lijst van de kieskring Brussel-Hoofdstad verkozen in de Kamer van volksvertegenwoordigers, waar hij lid werd van de commissie Financiën en Begroting. Ook was hij vanaf 2016 voorzitter van de bijzondere Kamercommissie die onderzoek deed naar het Belgische luik in het internationale fraudeschandaal rond de Panama Papers. In september 2017 volgde hij Laurette Onkelinx op als fractieleider voor zijn partij in de Kamer. Bij de verkiezingen van 2019 werd hij als PS-lijsttrekker in de Brussel herkozen als Kamerlid. Hij bleef Kamerlid en federaal fractieleider tot in 2024.
Van 2013 tot 2019 was Laaouej ondervoorzitter van de Brusselse federatie van de PS. In oktober 2019 werd hij verkozen tot voorzitter van deze federatie.
Bij de Brusselse gewestverkiezingen van 9 juni 2024 werd Laaouej als lijsttrekker voor zijn partij verkozen in het Brussels Hoofdstedelijk Parlement. Hij werd er fractievoorzitter voor zijn partij, alsook voorzitter van de commissie Financiën en Algemene Zaken.

## Persoonlijk
Laaouej is gehuwd en heeft een dochter.